# Dalmellington
Dalmellington est une ville située dans l’East Ayrshire, en Écosse.